# ترافيس بورنس
ترافيس بورنس (بالإنجليزية: Travis Burns)‏ هو لاعب دوري الرغبي أسترالي، ولد في 6 فبراير 1984 في Texas, Queensland ‏ في أستراليا.